# Ichneumon artemis
Ichneumon artemis là một loài tò vò trong họ Ichneumonidae.